# Les Disques du Soleil et de l'Acier
 (juin 2014).
Si vous disposez d'ouvrages ou d'articles de référence ou si vous connaissez des sites web de qualité traitant du thème abordé ici, merci de compléter l'article en donnant les références utiles à sa vérifiabilité et en les liant à la section « Notes et références ».
Pour les articles homonymes, voir DSA.
Les Disques du Soleil et de l'Acier (ou DSA) est un label français créé dans les années 1980 par Gérard Nguyen, auteur du fanzine Atem et producteur du duo Kas Product. Toujours actif aujourd'hui, on lui doit entre autres la découverte d'artistes tels que Pascal Comelade, Ulan Bator, Sylvain Chauveau, Vortex...

Le nom du label est directement inspiré par Le Soleil et l'Acier, un livre de Yukio Mishima.
En 2005, il publie "Down to the bone" de Sylvain Chauveau.